# رابرت وای. هااین
رابرت وای. هااین (به انگلیسی: Robert Young Hayne) سناتور سابق عضو حزب دموکرات ایالات متحده آمریکا بود. وی در سال ۱۸۲۳ تا ۱۸۲۴ و ۱۸۲۴ تا ۱۸۳۱ و ۱۸۳۱ تا ۱۸۳۲ میلادی سناتور ایالت کارولینای جنوبی در سنای ایالات متحده آمریکا بود.